# Центровой

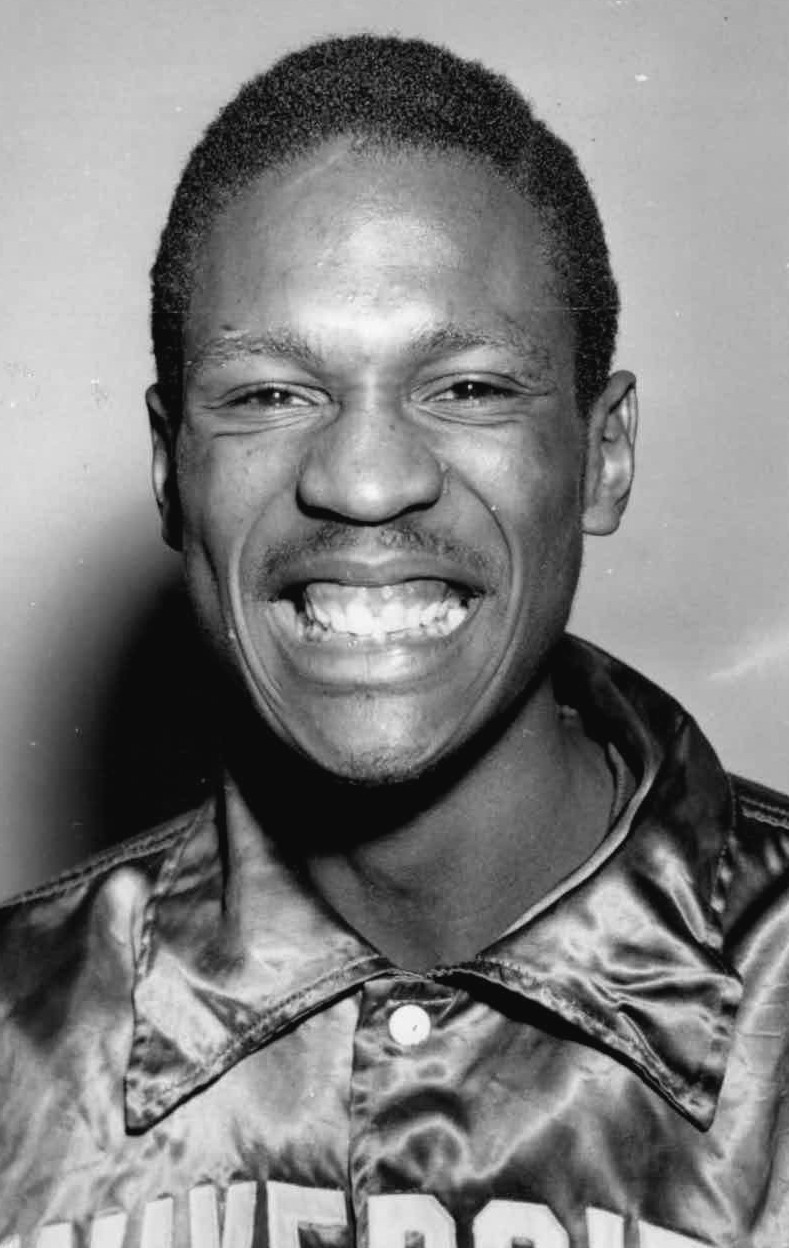
Центровой Билл Расселл (208 см) — один из лучших баскетболистов в истории, 11-кратный чемпион НБА, 5-кратный MVP

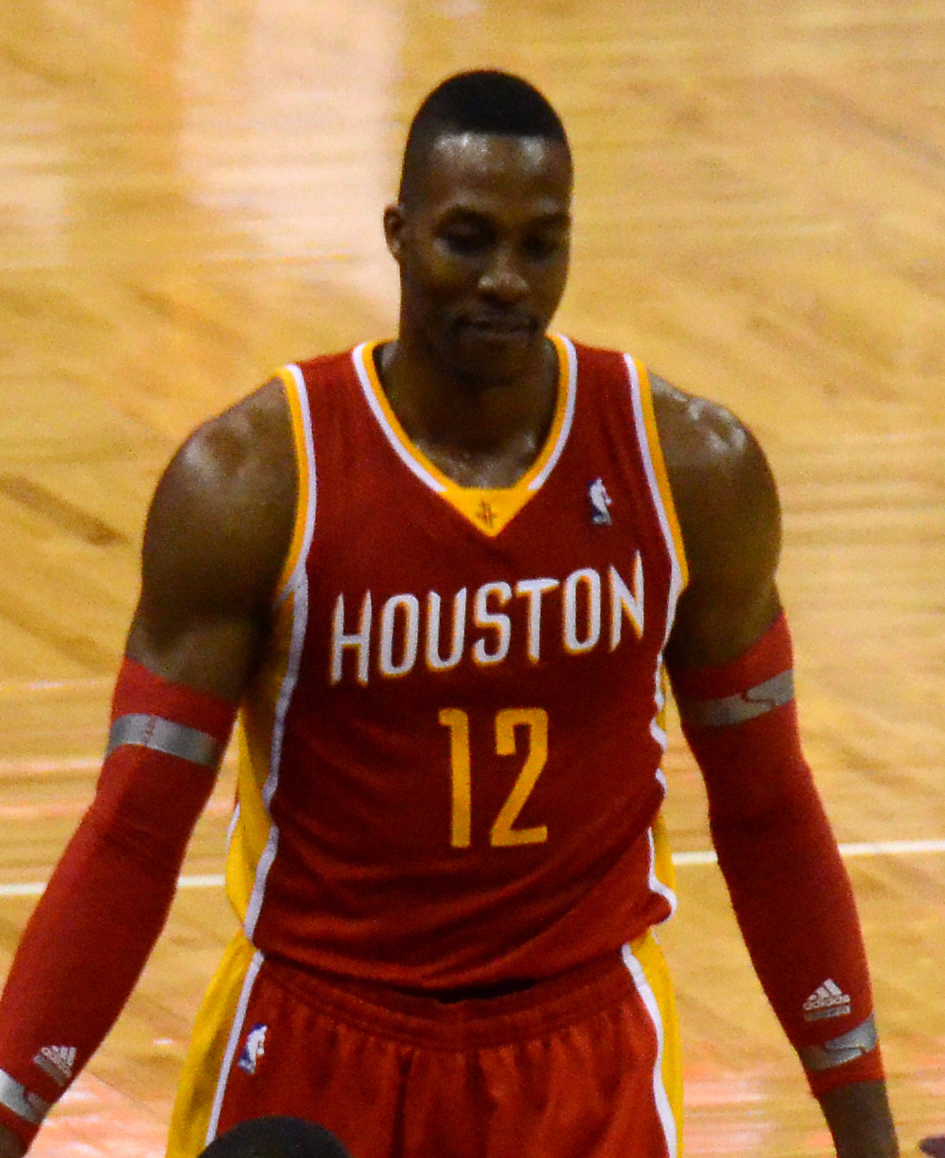
Центровой Дуайт Ховард (208 см) пять раз был лидером по подборам в регулярных чемпионатах НБА

Центровой (англ. Center), или пятый номер, — позиция игрока в баскетбольной команде. Самый высокий игрок в баскетбольной команде (рост современных центровых, как правило, 210—220 см и постепенно снижается в сторону менее высоких, но более быстрых и координированных  игроков), его основная задача — игра под кольцом, подбор мяча. Во многих случаях основная задача центрового в использовании своего роста и габаритов для защиты позиции рядом с корзиной (трёхсекундная зона). Центровой, обладающий помимо габаритов атлетизмом и игровыми навыками представляет собой значительную ценность для команды. Центровой — основной игрок в борьбе за подбор.
Не редки случаи, когда игроки намеренно фолят, чтобы направить центровых на линию штрафного броска, особенно в конце игры. Это часть общей стратегии, используемой в отношении определённых центровых, которые плохо реализуют штрафные броски, например, таких как Уилт Чемберлен, Шакил О'Нил, Дуайт Ховард и Бен Уоллес. Такая тактика фолов, направленная на то, чтобы вернуть себе владение мячом в надежде, что игрок (как обычно) не забьёт со штрафной линии, получила название Hack-a-Shaq. Тем не менее есть центровые, которые особенно хорошо реализуют штрафные броски, такие как литовец Арвидас Сабонис или его земляк Жидрунас Илгаускас, последний из которых являлся одним из немногих центровых НБА, наряду с Яо Мином, на которых возложена обязанность исполнять штрафные броски после технического фола.
В современном баскетболе позиция центрового постепенно сливается с позицией тяжёлого форварда. Есть множество игроков, способных выступать на обеих позициях (Нене, Скола, Лончар, Бош, Стадемайр, Карл-Энтони Таунс), — таких игроков называют центрфорвардами. Во многом это обусловлено снижением количества ярких представителей центровых. Часто стала применяться тактика игры без центровых, c двумя тяжёлыми форвардами.
Центровые являются лидерами по числу блок-шотов и подборов, цементируют оборону. Основная задача центрового занять позицию в трёхсекундной зоне и блокировать как можно больше бросков соперника, особенно при отсутствии мяча у опекаемого игрока.
Самым высоким игроком когда-либо задрафтованным в НБА был Ясутака Окаяма из Японии (234 см), хотя он никогда не играл в НБА. Самыми высокими игроками в истории НБА являются центровые Георге Мурешан и Мануте Бол (рост 231 см). Самой высокой центровой в истории WNBA была Марго Дыдек (218 см). За пределами НБА, в силу другого стиля игры, были и более высокие игроки, такие как Александр Сизоненко, выступавший при росте 238 см, китайский баскетболист Сунь Минмин (236 см), а самым высоким из игравших в официальных турнирах остаётся ливиец Сулейман Али Нашнун (245 см).

## Лучшие представители в НБА
В январе 2016 года сайтом ESPN.com был составлен список самых выдающихся игроков в истории НБА на каждой из пяти баскетбольных позиций. Далее представлен список лучших центровых:
- Карим Абдул-Джаббар (1969—1989)
- Уилт Чемберлен (1959—1973)
- Билл Расселл (1956—1969)
- Шакил О’Нил (1992—2011)
- Хаким Оладжьювон (1984—2002)
- Мозес Мэлоун (1976—1995)
- Дэвид Робинсон (1989—2003)
- Патрик Юинг (1985—2002)
- Джордж Майкен (1947—1956)
- Билл Уолтон (1974—1987)
- Дуайт Ховард (2004—2022)